# جون جاكسون (لاعب كريكت تشيلي)
جون جاكسون (27 ديسمبر 1898 في تشيلي - 13 مارس 1958 في تشيلي) (بالإسبانية: John Jackson)‏ هو لاعب كريكت تشيلي. لعب مع نادي جامعة كامبريدج للكريكيت ‏.